# نويل كارول
نويل كارول (بالإنجليزية: Noël Carroll)‏ هو فيلسوف أمريكي، ولد في 25 ديسمبر 1947 في فار روكواي ‏ في الولايات المتحدة.

## وصلات خارجية
- الموقع الرسمي
- نويل كارول على موقع IMDb (الإنجليزية)